# Djair Kaye de Brito
Djair Kaye de Brito meglio noto solo come Djair (Rio de Janeiro, 21 settembre 1971) è un allenatore di calcio ed ex calciatore brasiliano, di ruolo centrocampista.

## Palmarès

### Giocatore

#### Competizioni nazionali
- Coppa del Brasile: 1

Internacional: 1992
- Campionato saudita: 1

Al-Hilal: 2004-2005
- Coppa della Corona del Principe saudita: 1

Al-Hilal: 2004-2005
- Coppa Principe Faysal Bin Fahd: 1

Al-Hilal: 2004-2005

#### Competizioni statali
- Campionato Carioca: 6

Botafogo: 1989, 1990, 1997
Fluminense: 1995, 2002
Flamengo: 1996
- Campionato Gaucho: 2

Internacional: 1992, 1994
- Taça Guanabara: 3

Flamengo: 1995, 1996
Botafogo: 1997
- Taça Rio: 3

Flamengo: 1996
Botafogo: 1997
Madureira: 2006
- Torneo Rio-San Paolo: 1

Botafogo: 1998
- Campionato Mineiro: 1

Cruzeiro: 1998
- Copa Centro-Oeste: 1

Cruzeiro: 1999

#### Competizioni internazionali
- Copa de Oro: 1

Flamengo: 1996
- Coppa Master di Coppa CONMEBOL: 1

San Paolo: 1996
- Recopa Sudamericana: 1

Cruzeiro: 1998
- Coppa del mondo per club: 1

Corinthians: 2000